# Val Armorr
Val Armorr, più conosciuto come Karate Kid, è un personaggio immaginario, un supereroe dell'Universo DC futuro, ed un membro della Legione dei Super-Eroi. È un maestro di ogni forma d'arte marziale sviluppata nel XXXI secolo. L'estensione della sua abilità è così grande che può danneggiare seriamente numerosi tipi di materiali duri con un singolo colpo e riuscì persino a tenere testa a Superboy attraverso quello che lui chiama “Super-Karate”.

## Biografia del personaggio
Val Armorr era il figlio del più grande signore del crimine giapponese, Kirau Nezumi, anche noto come Black Dragon. Quando nacque, sua madre, l'agente segreto Valentina Armorr, tentò di nasconderlo al padre, ma oltre ad aver fallito venne uccisa per tale affronto. Il più grande eroe del Giappone, il Maestro Toshiaki (Gru Bianca) finì per uccidere Black Dragon per i suoi crimini e adottò il suo Val, all'epoca neonato. Gru Bianca crebbe Val come se fosse figlio suo e lo allenò in una gamma di arti marziali. Con il tempo, il ragazzo fu il più giovane guerriero a guadagnarsi il titolo di Samurai, e andò a lavorare per lo shogun locale. Tuttavia, dopo aver tentato di tutto per compiacere il suo supervisore ed aver fallito, lasciò il lavoro e vagò per la Galassia in cerca di nuove forme di arti marziali di cui diventare maestro.

## Legione dei Super Eroi
Quando Val tornò sulla Terra, scoprì che la Legione dei Super Eroi stava cercando delle nuove reclute per battersi contro i Khund. Egli si applicò, e sebbene non avesse nessun potere super umano, fu accettato quando scontrandosi contro Superboy in un combattimento uno contro uno si rese conto con stupore che il Ragazzo d'Acciaio votò a favore della sua adesione alla squadra (Adventure Comics n. 346 mostra chiaramente che sebbene Superboy rimase stupito dalle abilità di Kid, della sua velocità e della sua forza, Val ebbe chiaramente molto più di quanto riuscisse a sopportare e non poté recare a Superboy nessun danno). La sua carriera nella Legione terminò quasi subito a causa dell'ignobile tradimento del compagno recluta Nemesis Kid quando questi affermò che Val aveva tradito la Terra a favore dei Khund, ma il tradimento di Nemesis Kid fu scoperto in tempo, e Val finì per diventare uno dei migliori Legionari di sempre. Come Karate Kid, Val fu il leader della Legione per un mandato e una volta riuscì a tenere testa ai Fatal Five al completo da solo, sconfiggendo il Persuasore, Emerald Empress e Mano (sebbene la sconfitta di Mano avvenne per pura fortuna, come ammise Kid). Ad un certo punto o un altro, lanciò calci rotanti ad alcuni criminali i cui poteri superavano di gran lunga quelli di Superboy, inclusi Validus, Mordru, Omega e anche Darkseid. Anche se il loro effetto fu minimo, questi mostrarono il suo straordinario coraggio.
Val si innamorò della Principessa Projectra, reclutata nella Legione nello stesso periodo di Karate Kid. Al fine di provare il suo valore per la mano della Principessa, si assentò per circa un anno, che passò nel primitivo XX secolo (durante la sua visita nel passato, Karate Kid fu il protagonista di un fumetto omonimo di breve durata: Karate Kid n. 1 debuttò nel marzo 1976 e durò per 15 uscite). Quando fece ritorno scoprì che il padre di Projectra era deceduto. Con l'aiuto di Val e degli altri Legionari, la principessa vinse la successione al trono contro suo cugino Pharoxx. Subito dopo, Val divenne il consorte di Projectra e insieme lasciarono la Legione.
La beatitudine del matrimonio ebbe breve durata. Lui e Projectra tornarono dalla loro luna di miele e scoprirono che il pianeta di Projectra, Orando, era diventato di proprietà della Legione dei Supercriminali. Val, Projectra e numerosi altri Legionari furono catturati dai criminali. Quando gli eroi evasero per opporsi ai loro nemici, Val si scontrò con il loro leader, Nemesis Kid. Questi batté Val fino a ridurlo in fin di vita, ma Karate Kid volle continuare così da poter morire in battaglia – onore ultimo dei suoi standard culturali. Ma su richiesta di Projectra, Val utilizzò le sue ultime forze per distruggere la fonte di potere delle macchine che stavano muovendo Orando verso una stana dimensione. Per vendicarsi, subito dopo Perojectra uccise Nemesis Kid. Su Shanghalla fu costruito un memoriale per commemorare Val.
Myg di Lythyl, uno dei pianeti dei Tre Giudici, fece domanda per l'adesione alla Legione e si dedicò a portare avanti il nome di “Karate Kid”. Come il suo predecessore, possedeva abilità marziali superiori. Divenne un membro della seconda Legione degli Eroi Sostituti mentre si allenava nell'Accademia della Legione. Myg divenne parte della Legione dei Super Eroi durante la “Five Year Gap”, il buco di cinque anni nei fumetti della Legione, prima di dare le dimissioni.
Durante la "Five Year Gap" dopo la Guerra della Magia, la Terra cadde sotto il controllo occulto dei Dominatori, e si allontanò dai Pianeti Uniti. Poco dopo, i membri altamente classificati dei Dominatori designati come "Batch SW6" fuggirono dalla prigione. Originariamente, i Batch SW6 comparvero come un gruppo di cloni dei Legionari, creati da campioni ottenuti prima della morte di Ferro Lad per mano del Mangiatore di Soli. Successivamente, quando si rivelarono essere dei duplicati di un paradosso temporale, ognuno di loro era altrettanto legittimo quanto le loro controparti. Tuttavia, questa controparte di Val Armorr rimase uccisa in battaglia (insieme alle versioni Batch SW6 di Projectra e Reep Daggle|Chameleon Boy) combattendo contro le truppe Dominatrici. Myg, però, ricomparve come una delle tante persone controllate mentalmente dai Dominatori. Grazie a questi ultimi, Myg ottenne le sue abilità soniche.
Nel suo ritorno in Justice League of America, Starman (Star Boy) riferì che Val era morto elaborando prima come tornare in vita.

### Versione del 1994
Nel 1994, la Legione dei Super Eroi ricominciò con una nuova storia. In questa versione, Karate Kid era bello vivo e dedicava la sua vita all'apprendimento di più quante forme di arti marziali possibili. Alla fine, si unì alla Workforce di Leland McCauley come Karate Kid per avere l'opportunità di viaggiare per i pianeti e imparare così nuove discipline, nonostante sapesse che i motivi di McCauley erano diversi dai suoi. I due furono in grado di vivere con filosofia queste differenze finché McCauley non decise di approfittare di un'anomalia spaziale che per Val rappresentava una creazione divina di pura bellezza. Mai più capace di riconciliare il suo capo con la sua coscienza, distrusse la macchina anti-anomalie di McCauley e fuggì, seguito dagli uomini di questi che quasi lo uccisero. Chiese, così, protezione alla Legione, che per mettere le cose d'accordo proposero che McCauley smettesse di dare la caccia a Val se questi fosse entrato nella squadra.
Dopo lo scioglimento della Legione, Val scelse di studiare i pacifisti di Haplashar del pianeta Steeple. Ciò che non poté prevedere fu questo mondo sarebbe stato fuori dalla galassia per dieci anni a causa dell'attività di un buco nero. Mentre si stavano preparando per partire, Steepel cadde sotto l'attacco di Nadir. Ferro fu messo fuori gioco da un colpo di Nadir, e Val decise di rimanere su Steeple per prendersi cura del suo compagno. Così, mancarono l'uscita e rimasero bloccati su Steeple.
Quando finalmente Brainiac 5 trovò un momento, tentò di creare uno stargate che permettesse a Ferro Lad e a Val di fare ritorno da Steeple. Il piano ebbe successo e i due furono salvati da Shikari e Sensor nel mezzo della battaglia contro Universo, che aiutarono a sconfiggere. Dopo di ciò, Val scortò Universo su Steeple (ora costretto in una sorta di “coma mentale”), dove gli Haplashar acconsentirono a fargli la guardia.
Dopo che questa linea temporale della Legione fu distrutta in Teen Titans/Legion Special essi rimasero nel limbo finché non furono ritrovati a combattere a fianco della terza versione e quella originale della Legione in Crisi finale: la Legione dei 3 mondi. Qui, Val Armorr incontrò e combatté al fianco del Karate Kid della terza versione. Dopodiché, la Legione post-Ora Zero, sotto la guida di Shikari Lonestar presero il nome di “Wanderers”, e decisero di viaggiare nel multiverso alla ricerca di sopravvissuti di vari universi alternativi che furono distrutti.

### Versione del 2005
Nel 2005, la storia della Legione fu nuovamente cancellata e ricominciata. In questa versione Val Armorr fu inizialmente descritto con caratteristiche più asiatiche, anche se ora compare con una fisionomia predominantemente caucasica. Sempre un maestro in numerose discipline marziali, è il combattente più dotato di tutta la Legione. Anche se inizialmente affiliato a Shadow Lass, che possedeva uno spirito guerriero molto simile al suo, dopo che lui e Tasmia si lasciarono, nutrì un'infatuazione unilaterale per Phantom Girl. Karate Kid insegnò lentamente al testardo Ultra Boy come focalizzarsi sui suoi poteri, e infatti insegnò a tutti i membri fondatori della squadra alcune tecniche di auto-difesa. Lui e Light Lass divennero molto intimi dopo aver passato una notte insieme.
Su Velmar V, gli Ikonns ribaltarono i governatori del pianeta, i Peril Men. Quando intervennero i S.P.s, i Young Heroes furono catturati e la Legione tentò un salvataggio. Mentre si trovavano lì, Karate Kid e Triplicate Girl partirono con questi estranei, e Val lasciò dietro di sé un segnale che diceva "OKKK". Come ritornarono alla squadra è ignoto, ma Val si trovava di sfondo alla Legione in Crisi finale: la Legione dei 3 mondi, dove incontrò la sua versione post-Ora Zero.

### Un Anno Dopo e Countdown
In Justice League of America vol. 2 n. 7, il criminale noto come Trident si rivelò essere il Val Armorr della Legione pre-Crisi. Nel n. 8, si batté contro Black Lightning e Batman nel profondo della Batcaverna. Durante il combattimento, i files di Superman mostravano una lista in cui Val era classificato come un combattente di Classe 15, mentre Batman come di Classe 12. Val fu messo al tappeto quando Black Lightning gli lanciò uno dei suoi colpi dopo essere stato distratto da Batman.
Karate Kid e Starman sono due dei sette Legionari presenti tuttora nel presente. Tuttavia, questo Karate Kid somiglia un po' alla sua versione del 2005, sia nel fisico che nel costume, piuttosto che la versione pre-Crisi del personaggio. Starman (ora l'adulto Star Boy) menzionò che Val una volta morì, cosa che consiste della storia del personaggio pre-Crisi
Mentre veniva interrogato da Batman, Karate Kid, ancora disorientato, si auto-identificò come "Wes Holloway, membro della Gilda del Tridente". Il nome è una diretta allusione al protagonista dell'ultimo romanzo di Brad Meltzer, Il libro del fato. In Countdown, Val viene preso in giro perché la sua identità si ispira ai film di Karate Kid.
Quando gli altri Legionari, fatta eccezione per Starman, ritornarono alla loro epoca, Val rimase nel XXI secolo. In Countdown n. 38, lui e Triplicate Girl, ora nota come "Una", fecero visita a Barbara Gordon, dove fu rivelato che Val stava morendo. Furono quindi inviati a fare visita a Mr. Orr, che dichiarò di avere la risposta che cercavano.
Una volta giunti al campo di concentramento di Orr, Karate Kid ebbe una breve battaglia contro Equus, finché non giunse Orr, il quale affermò che la malattia di Val era molto simile al virus O.M.A.C.. Sotto l'ordine di Desaad, uno dei lacché di Darkseid, Orr disse loro di visitare Buddy Blank in Colorado. Equus, un fraintendimento con i poliziotti e Supergirl, fecero ritardare il viaggio. Val giunse e conobbe Buddy Blank e suo nipote, che li portarono a Brother Eye. L'entità fece uno scan di Val, informandolo che era infetto del virus di "Morticocco", e diresse il gruppo verso quella che un tempo era Blüdhaven. Brother Eye aveva localizzato un ceppo simile laggiù, e in città incontrarono Atomic Knight e Firestorm. Quando la malattia di Val raggiunse il punto critico, Brother Eye si liberò e viaggiò verso Blüdhaven, insediandosi nella sua nuova "base" e utilizzando Atomic Knight e Firestorm come fonte di energia. Fu poi portato su Apokolips, in quanto Brother Eye intendeva espandere il virus di "Mortecocco" anche sul pianeta di Darkseid così da assimilare anch'esso. Il tentativo fallì, e Brother Eye fu costretto ad assimilare Una, avendo lei portato Val a lui per la vivisezione. Non appena Brother Eye venne sconfitto, sia Val che Una furono liberati, ma Val si ritrovò gravemente ferito, e nonostante Una supplicasse per la sua vita gli altri eroi considerarono l'idea di ucciderlo prima che il virus si diffondesse. Quando il gruppo giunse su un'altra delle 52 nuove Terre, Val fu portato al Progetto Cadmus e morì durante l'esame di Dubbilex. Durante l'autopsia, fu liberato il "Morticocco", e infettò l'aria intorno ad esso. Dato che fu assimilato dal sangue del Val del XXXI secolo, il virus rimase praticamente immune ad ogni tipo di trattamento.
I corpi di Val e Una furono infine scoperti dal Dipartimento di polizia di Gotham City su Nuova Terra, e Superman e Lightning Lad (in visita) piansero le loro morti. Si scoprì più avanti che i corpi furono piazzati lì da Time Trapper.
Anche il secondo Karate Kid incontrò la sua fine in Crisi finale: la Legione dei 3 mondi n. 3. Quando la Justice League of Earth attaccò i delegati dei Pianeti Uniti, Myg giunse in loro aiuto ma finì incenerito da Radiation Roy. La Legione eresse una statua in onore di Myg. Cosmic Boy tentò di contattare l'apprendista di Myg, sperando che si unisse alla Legione, ma questi si rifiutò anche solo di parlargli.

## Serie omonima
Il Karate Kid pre-Crisi sulle Terre infinite comparve in una serie di 15 numeri, la cui copertina è datata da marzo/aprile 1976 fino a luglio/agosto 1978. Fu scritto in prevalenza da Barry Jameson e Bob Rozakis, con illustrazioni di Rick Estrada e Juan Ortiz.
La serie cominciò con l'idea di Karate Kid di soggiornare sulla Terra del XX secolo per provare al Re Voxv di Orando che era degno della mano in matrimonio della Principessa Projectra. Mentre si trovava nel passato, incontrò e divenne amico dell'insegnante Iris Jacobs, e incontrò gli eroi adolescenti Robin e Superboy. Si batté contro numerosi nemici, inclusi Nemesis Kid, Major Disaster e il Signore del Tempo. Infine, fece ritorno al XXX secolo, appena in tempo per aiutare i suoi compagni Legionari durante la Guerra della Terra.
Non è chiaro quali di questi eventi fu inserito nella continuità post-Crisi infinita. Tuttavia, dato che la maggior parte degli eroi del XX secolo non erano a conoscenza di Karate Kid nella storia "The Lightning Saga" e nella serie limitata Countdown a Crisi Infinita, è probabile che nessuno di questi eventi dalla serie Karate Kid fosse canonico all'epoca.

## Poteri e abilità
Karate Kid è maestro in ogni forma documentata di arti marziali sviluppata fino al XXXI secolo. Possiede l'abilità di avvertire il punto debole di un oggetto e la sua abilità nel combattimento corpo a corpo è quasi super umana, e gli permette di simulare colpi in super forza. Può danneggiare in modo serio i materiali più resistenti - pietra, metallo, ecc. - con un singolo colpo. Karate Kid è anche abile con le armi da mischie, sebbene non gli piaccia utilizzarle e raramente ne ha bisogno. Occasionalmente si è scontrato con Supergirl, anche se fu sempre sconfitto.
L'allenamento di Karate Kid comprende anche discipline mentali che lo rendono più resistente al controllo mentale, così come gli conferiscono un controllo limitato sulle funzioni del suo corpo (così come controllare la nausea e il vomito).

## In altri media

### Televisione
- Karate Kid comparve nell'epidio "The Karate Kid" della serie animata Legion of Super-Heroes. Nonostante avesse sconfitto Superman in un combattimento uno contro uno (lanciandolo fuori dal ring e causando un'eliminazione, piuttosto che ricorrere alla forza bruta), la sua mancanza di super poteri significava che inizialmente gli furono attribuiti i lavori più umili sulla nave, e fu poi sbattuto fuori per aver cercato di abbattere Grimbor senza rinforzi. Fu poi riammesso in squadra quando riuscì a sconfiggere Grimbor durante un momento di de-potenziamento dei Legionari.

### Film
- La DC Comics diede il permesso alla Columbia Pictures di utilizzare il nome di "Karate Kid" per una serie di film di successo con protagonisti Ralph Macchio e Pat Morita. Tuttavia, questi film non hanno nessun riferimento con la versione fumettistica del personaggio. Nei titoli di coda c'è un grazie alla DC per aver permesso l'utilizzo del nome. Interessante fu anche il fatto che per quanto Val Armorr fu il primo ad utilizzare questo nome, l'ambientazione delle storie della Legione nel XXXI secolo rivela che il film uscì circa un millennio prima che Val nascesse, portando il "personaggio del presente" a tendere al riferimento con i film quando si confronta con Val e il suo nome in codice.